# 마벨 테크놀로지
마벨 테크놀로지(Marvell Technology)는 샌타클래라, 캘리포니아주에 본사를 둔 미국의 회사로, 반도체 및 관련 기술을 개발하고 생산한다. 1995년에 설립된 이 회사는 2024년 기준으로 6,500명 이상의 직원을 고용하고 있으며, 전 세계적으로 10,000개 이상의 특허를 보유하고 있고, 2024년 회계 연도 매출은 55억 달러에 달한다.

## 역사
마벨은 1995년 세핫 수타르자 박사, 그의 아내 웨이리 다이, 그리고 그의 형제 판타스 수타르자에 의해 설립되었다. 그들은 첫 제품으로 CMOS 기반 디스크 드라이브용 읽기 채널 설계를 진행했다. 씨게이트 테크놀로지가 그들의 첫 고객이 되었다. 2000년 6월 27일 (닷컴 버블 말기) 나스닥에서 티커 심볼 MRVL로 6백만 주를 기업공개하며 1주당 15달러의 가격으로 9천만 달러를 모금했다.
2016년 4월, 행동주의 투자자인 스타보드 밸류 펀드가 회사 지분 약 7%를 확보한 후, 최고경영자 세핫 수타르자와 사장 웨이리 다이가 해임되었다.

2016년 7월, 마벨은 매트 머피를 새로운 사장 겸 최고경영자로 임명했다.

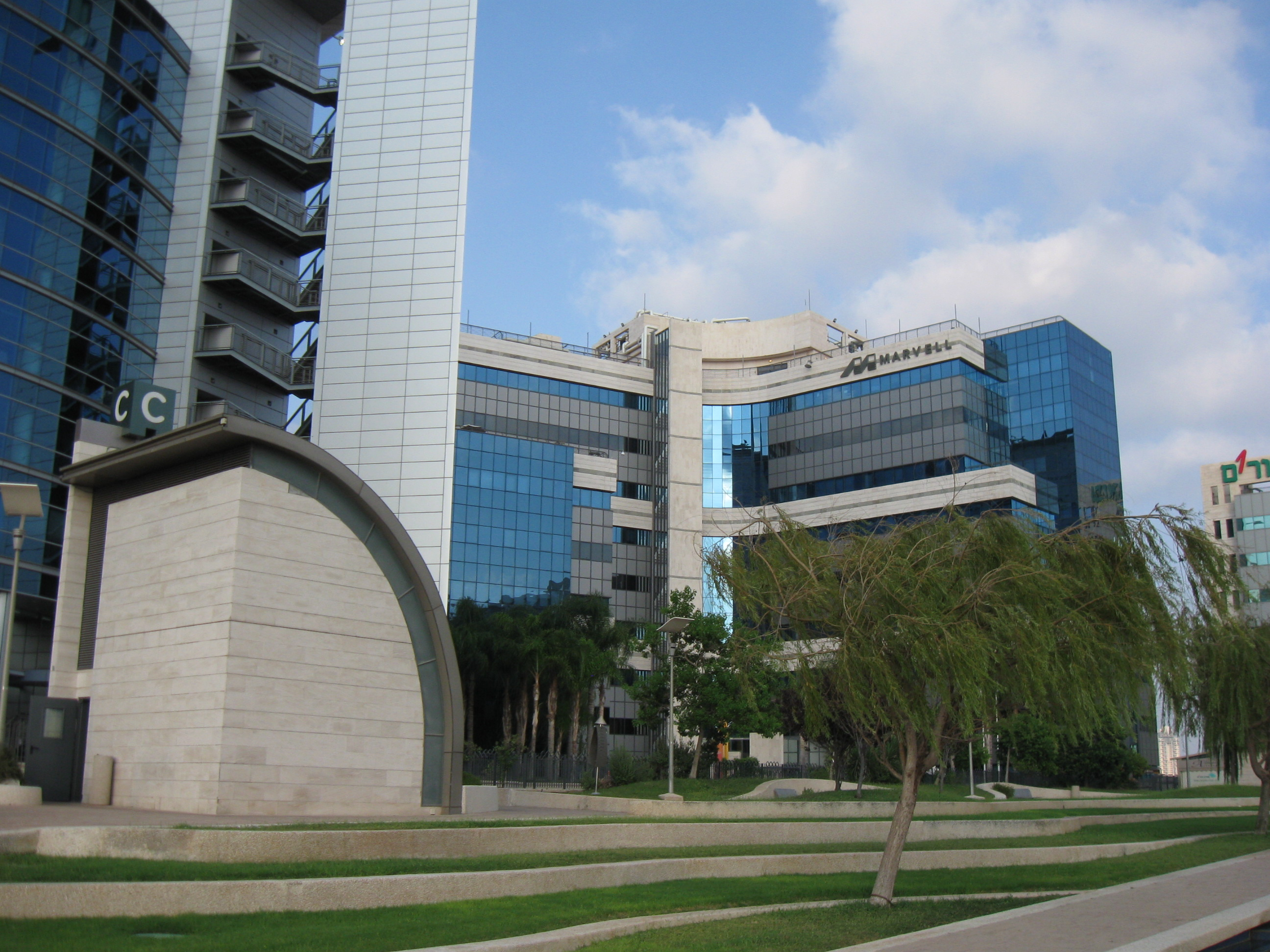
이스라엘 페타티크바에 있는 마벨의 개발 센터

2018년 7월 6일, 마벨은 카비움 인수의 절차를 마쳤다. 같은 날, 카비움의 공동 설립자이자 전 사장 겸 최고경영자였던 시드 알리, 카비움 이사 브래드 버스, 카비움 이사 에드워드 프랭크를 마벨 이사회에 임명한다고 발표했다.
2019년 9월, 마벨은 아콴티아 인수를 완료했다.
2021년 4월, 마벨은 인파이 코퍼레이션 인수를 완료했다. 인수 과정에서 마벨은 통합 회사가 윌밍턴, 델라웨어주에 본사를 두도록 재편되었다.
2023년 9월, 마벨 테크놀로지는 인도 푸네에서 확장 계약을 체결했다.

## 인수 합병
수년간 마벨은 새로운 시장 진출을 위해 소규모 기업들을 인수했다.
| 날짜           | 인수 회사                                     | 전문 분야                               | 비용                                      |
| -------------- | --------------------------------------------- | --------------------------------------- | ----------------------------------------- |
| 2000년 10월    | 갈릴레오 테크놀로지                           | 이더넷 스위치, 시스템 컨트롤러          | 주식으로 27억 달러                        |
| 2002년 6월     | 시스커넥트                                    | PC 네트워킹                             |                                           |
| 2003년 2월     | 래들런                                        | 임베디드 네트워킹 소프트웨어            | 4,970만 미국 달러                         |
| 2005년 8월     | QLogic의 하드 디스크 컨트롤러 사업부          | 하드 디스크 및 테이프 드라이브 컨트롤러 | 현금 1억 8천만 달러 + 주식 4천 5백만 달러 |
| 2005년 12월    | UT스타컴의 SOC 사업부                         | 무선 통신 (3G)                          | 현금 2,400만 달러                         |
| 2006년 2월     | 아바고 테크놀로지스의 프린터 ASIC 사업        | 프린터 ASIC                             | 현금 2억 4천만 달러                       |
| 2006년 7월     | 인텔의 XScale 제품군                          | 통신 프로세서 및 SOC                    | 현금 6억 달러                             |
| 2008년 1월     | 피코모바일 네트워크                           | IWLAN 및 IMS 통신 소프트웨어            |                                           |
| 2010년 8월     | 디세뇨 데 시스테마스 엔 실리시오 S.A. ("DS2") | 스페인 회사, PLC 통신 IC                |                                           |
| 2012년 1월     | 셀러레이티드                                  | 네트워크 프로세서                       |                                           |
| 2018년 7월 6일 | 카비움                                        | ARM 프로세서                            | 현금 및 주식 60억 달러                    |
| 2019년 5월     | 아베라 세미                                   | ASIC                                    | 현금 6억 5천만 달러                       |
| 2019년 9월     | 아콴티아 코퍼레이션                           | ASIC 멀티기가비트 이더넷                | 현금 4억 5천만 달러                       |
| 2021년 4월     | 인파이 코퍼레이션                             | 혼합 신호 집적 회로                     | 82억 달러                                 |
| 2021년 10월    | 이노비움                                      | 데이터 센터 네트워크 스위치             | 11억 달러                                 |

## 제품

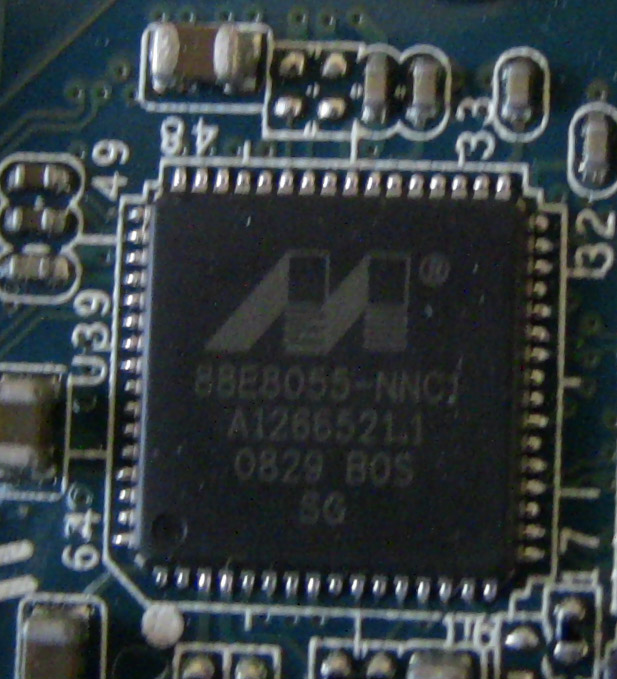
소니 바이오 FW 시리즈 노트북에 탑재된 마벨 유콘 기가비트 이더넷 컨트롤러

### 컴퓨팅

#### 데이터 처리 장치
마벨 OCTEON 및 ARMADA DPU는 CPU, 네트워크 인터페이스 및 프로그래밍 가능한 데이터 가속 엔진을 특수 전자 회로에 통합한다.

#### 맞춤형
마벨은 또한 고객 가속기 및 인터페이스를 마벨의 옥테온 프로세서에 직접 통합할 수 있는 고객별 표준 제품(CSSP)을 제공했다. 2019년 아베라 반도체(이전 글로벌파운드리스의 맞춤형 ASIC 사업부였으며 그 이전에는 IBM의 사업부였음)를 인수한 후, 마벨은 고객의 특정 설계 목표에 맞춘 맞춤형 ASIC을 제공한다. 또한 독립 자회사인 마벨 정부 솔루션(MGS)을 통해 항공우주 및 방위 산업에 ASIC 개발 서비스를 제공한다. 마벨은 TSMC와의 합작 투자를 통해 3nm 제품을 출시했다.

##### 인프라 프로세서
2019년 11월 12일, 마벨은 자사의 ThunderX2 SoC가 Microsoft Azure에 배포되었다고 발표했다. 2020년 3월 2일, 마벨은 OCTEON Fusion 및 OCTEON TX2 5G 인프라 프로세서를 발표했으며, 화웨이, 노키아, 에릭슨, ZTE, 삼성에 5G 인프라용 프로세서를 공급하는 계약을 체결했다고 밝혔다. 2020년 3월 16일, 마벨은 ThunderX3 및 2022년 ThunderX4 계획을 발표했다. 2020년 8월 28일, 마벨은 ThunderX 서버 팀을 맞춤형 실리콘 사업으로 재편할 계획을 발표했다.

#### 보안 솔루션
마벨의 보안 관련 제품에는 LiquidSecurity HSM 어댑터 및 NITROX 암호화 오프로드 엔진이 포함된다.

### 네트워킹 및 스토리지
마벨의 네트워킹 제품에는 FastLinQ 이더넷 네트워크 어댑터 및 컨트롤러, 기업용(Prestera) 및 데이터센터용(Teralynx) 이더넷 스위치 칩, 이더넷 PHY 및 자동차 이더넷이 포함된다.
마벨의 제품에는 SSD 컨트롤러, HDD 컨트롤러, HDD 프리앰프, 스토리지 가속기, 그리고 QLogic 파이버 채널 어댑터 및 컨트롤러가 포함된다. 2021년 5월 27일, 마벨은 PCI Express 5.0을 지원하는 최초의 NVM 익스프레스 SSD 컨트롤러를 발표했다.

### 기타 제품
마벨은 초기 (1세대) 애플 아이폰용 와이파이 칩을 공급했다. 마벨 모바일 핫스팟(MMH)은 차량 내 와이파이 연결 기능이다. 2010년 아우디 A8은 MMH가 공장에서 설치된 최초의 자동차였다.
구글의 크롬캐스트 제품은 마벨 SoC를 기반으로 한다. 크롬캐스트 1세대에는 마벨 ARMADA 1500 미니 SoC(88DE3005)가, 크롬캐스트 2세대 및 크롬캐스트 오디오에는 마벨 ARMADA 1500 미니 플러스 SoC(88DE3006)가 탑재되었다.

시냅틱스는 2017년 6월 12일 마벨 멀티미디어 솔루션을 인수했다. ARMADA 1500 SoC는 이제 다른 이름으로 생산된다.

## 논란

### 스톡옵션
2006년, 미국 증권거래위원회 (SEC)는 회사의 스톡옵션 부여 관행에 대한 조사를 시작했다.
조사 결과 "옵션의 가치를 높이기 위해 부여 날짜가 사후 이득을 고려하여 선택되었다"고 판단되었다.
언론은 창립자 부부인 세핫 수타르자와 웨이리 다이가 부여한 옵션으로 7억 6천만 달러의 이득을 얻었다고 추산했다.
SEC는 회사 법률 고문인 매튜 글로스(Matthew Gloss)와 인터뷰를 요청했지만, 마벨은 변호사-의뢰인 비밀유지 특권을 주장했다.
글로스는 2007년 5월 조사 결과가 발표되기 직전에 해고되었다.
에이브러햄 데이비드 소파에르가 글로스가 조사가 독립적이지 않다고 주장한 후 조사를 재조사하기 위해 고용되었다. 자체 조사 결과를 발표하면서 SEC는 마벨이 SEC 조사에 협조하거나 시정 노력을 기울인 것에 대해 다른 옵션 스캔들 관련 회사들에게 부여된 만큼의 인정을 해주지 않았다. 발표 당시 SEC 샌프란시스코 지부 공동 국장 대행은 마벨이 보인 비협조와 시정 노력 부족이 마벨에게 관대함을 베풀 만큼 충분한 인정이 되지 않는다고 말했다. 결과를 발표하면서 SEC는 글로스가 다이와 수타르자의 백데이팅 계획에 참여하지 않았음을 확인했다.
마벨은 재무 결과를 재조정했으며, 다이가 더 이상 부사장, 최고운영책임자, 이사가 아니지만 비경영 직책으로 회사에 계속 근무할 것이라고 밝혔다.
회사는 2008년에 1천만 달러의 벌금을 지불하기로 합의했지만, 조사 위원회에서 밝힌 바와 같이 다이를 해고하거나 수타르자를 회장으로 교체하지는 않았다.

### 특허 침해
2012년 12월, 피츠버그 배심원단은 마벨이 카네기 멜런 대학교가 개발하고 소유한 하드 디스크 드라이브 기술을 라이선스 없이 통합하여 두 가지 특허(알렉산다르 캅치치와 호세 모우라가 공동 발명)를 침해했다고 판결했다. 고속에서 하드 디스크 데이터 읽기 정확도를 향상시키는 이 기술은 2003년에서 2012년 사이에 마벨이 판매한 23억 개의 칩에 사용된 것으로 보고되었다. 배심원단은 11억 7천만 달러의 손해배상액을 판결했으며, 이는 당시 특허 소송에서 역대 세 번째로 큰 금액이었다. 배심원단은 또한 침해가 "고의적"이었다고 판단하여, 판사가 원래 손해배상액의 최대 세 배까지 판결할 수 있는 재량권을 부여했다. 2012년 12월, 회사는 이 분쟁에서 재심 요청을 기각당했다. 재판 후 청문회는 2013년 5월로 예정되었고, 마벨은 그동안 항소를 고려하고 있다고 보도되었다.
8월, 미국 지방법원 판사 노라 배리 피셔는 배상금 지급을 확정했다.
2016년 2월 17일, 마벨은 카네기 멜런 대학교에 7억 5천만 달러를 지불하기로 합의했다.